# 1994 en cyclisme
| Années du cyclisme : 1991 - 1992 - 1993 - 1994 - 1995 - 1996 - 1997    |
| Décennies du cyclisme : 1960 - 1970 - 1980 - 1990 - 2000 - 2010 - 2020 |

Les faits marquants de l'année 1994 en cyclisme.

## Par mois

### Janvier
- 15 janvier : à 41 ans, Francesco Moser échoue dans sa tentative de battre le record de l'heure, à Mexico. Il parcourt 51,840 km, soit 430 mètres de moins que le record établi par Chris Boardman en 1993[1],[2],[3].
- 18 janvier : Francesco Moser tente à nouveau de battre le record de l'heure mais s'arrête après dix minutes à cause d'un vent excessif[4].

### Mars
- 19 mars : Giorgio Furlan gagne en solitaire Milan-San Remo.

### Avril
- 3 avril : Gianni Bugno remporte le Tour des Flandres.
- 10 avril :  Andreï Tchmil s'impose sur Paris-Roubaix.
- Evgueni Berzin gagne Liège-Bastogne-Liège.
- 27 avril : au vélodrome de Bordeaux, Graeme Obree bat le record de l'heure établi en 1993 au même endroit par Chris Boardman, en parcourant 52,719 km. Ces performances intègrent l'historique de la « meilleure performance de l'heure » lorsqu'en 2000 l'Union cycliste internationale modifie les règles régissant le record de l'heure[2],[3].

### Mai
- 15 mai : le Tour d'Espagne est remporté par le Suisse Tony Rominger pour la troisième année d'affilée.

### Juin
- 12 juin : Evgueni Berzin devance Miguel Indurain lors du Tour d'Italie.

### Juillet
- 24 juillet : Miguel Indurain obtient sa quatrième victoire consécutive sur le Tour de France.

### Août
- 28 août : Luc Leblanc devient champion du monde à Agrigente.

### Septembre
- 2 septembre : au vélodrome de Bordeaux, Miguel Indurain bat le record de l'heure établi en avril au même endroit par Graeme Obree, en parcourant 53,040 km. Ces performances intègrent l'historique de la « meilleure performance de l'heure » lorsqu'en 2000 l'Union cycliste internationale modifie les règles régissant le record de l'heure[2],[3].

### Octobre
- 8 octobre :  Vladislav Bobrik remporte le Tour de Lombardie.
- 22 octobre : au vélodrome de Bordeaux, Tony Rominger bat le record de l'heure établi en septembre au même endroit par Miguel Indurain, en parcourant 53,832 km. Ces performances intègrent l'historique de la « meilleure performance de l'heure » lorsqu'en 2000 l'Union cycliste internationale modifie les règles régissant le record de l'heure[2],[3].

### Novembre
- 5 novembre : Tony Rominger bat à nouveau le record de l'heure au vélodrome de Bordeaux en parcourant 55,291 km. Il est battu par Chris Boardman en 1996. Ces performances intègrent l'historique de la « meilleure performance de l'heure » lorsqu'en 2000 l'Union cycliste internationale modifie les règles régissant le record de l'heure[5],[2],[3].

## Principales naissances
- 4 février : Miguel Ángel López, cycliste colombien.
- 24 février : Thomas Boudat, cycliste français.
- 12 mars :
  - Katie Archibald, cycliste britannique.
  - Carlos Ramírez, pilote de BMX colombien.
- 6 juin : Jenny Rissveds, pilote de VTT suédoise.
- 28 juin : Elis Ligtlee, cycliste néerlandaise.
- 11 juillet : Caleb Ewan, cycliste australien.
- 19 août : Fernando Gaviria, cycliste colombien.
- 7 septembre : Elinor Barker, cycliste britannique.
- 15 septembre : Wout van Aert, cycliste belge.
- 19 octobre : Matej Mohorič, cycliste slovène.
- 26 octobre : Daria Shmeleva, cycliste russe.
- 8 décembre : Dylan Kennett, cycliste néo-zélandais.
- 24 décembre : Jennifer Valente, cycliste américaine.

## Principaux décès
- 14 février : Jean Goldschmit, cycliste luxembourgeois. (° 24 février 1924).
- 16 février : Noël Foré, cycliste belge. (° 23 décembre 1932).
- 20 mai : Luis Ocaña, cycliste espagnol. (° 9 juin 1945).
- 2 septembre : Giuseppe Martano, cycliste italien. (° 10 octobre 1910).